# انزو لو فه
انزو لی فی (اسپانیایی: Enzo Jérémy Le Fée‎؛ زادهٔ ۳ فوریهٔ ۲۰۰۰) بازیکن فوتبال اهل فرانسه است که در باشگاه فوتبال ساندرلند بازی می‌کند.
از باشگاه‌هایی که در آن بازی کرده‌است می‌توان به لوریان اشاره کرد.